# Fresque des Lyonnais
Das Fassadenkunstwerk „La fresque des Lyonnais“ (Bürger von Lyon) bedeckt eine Fläche von 800 m². Es befindet sich in Lyon und stellt 30 berühmte historische wie zeitgenössische Persönlichkeiten dar, die mit der Geschichte der Stadt eng verbunden sind. Es wurde in den Jahren 1994 und 1995 von den Fassadenkünstlern der Gruppe CitéCréation geschaffen.

## Lokalisation
Das Werk befindet sich im 1. Arrondissement von Lyon, Ecke 49, quai Saint-Vincent und 2, rue de la Martinière (Koordinaten: 45° 46′ 05″ N, 4° 49′ 40″ E).

## Realisation
Die Künstler von CitéCréation erstellten 1992 in Barcelona anlässlich der olympischen Sommerspiele das Fassadengemälde „Barcelonas Balkone“. Dieses Trompe-l’œil zeigt 30 berühmte Katalanen, darunter Antoni Gaudí, Joan Miró, Pau Casals und Pablo Picasso.
Angesichts des Erfolgs dieses Fassadenkunstwerks beauftragte Michel Noir, der damalige Bürgermeister von Lyon, die Künstler, ein ähnliches Projekt in Lyon zu verwirklichen. Als ideales Objekt erwies sich mit Zustimmung der Bewohner das Gebäude Ecke 49, quai Saint-Vincent und 2, rue de la Martinière. Die fensterlose Fassade hat eine Fläche von 800 m². Der Wohnblock befindet sich am Ufer der Saône, in der Nähe der Place des Terreaux und des Rathauses von Lyon.
Das Mural sollte Generationen und Epochen verbinden, Schlaglichter auf die Stadtgeschichte werfen und Identität mit der Stadt Lyon stiften für ihre heutigen Bewohner. Man sichtete Verzeichnisse und Quellen zu berühmten Persönlichkeiten von Lyon bei der Académie des sciences, belles-lettres et arts de Lyon, dem Centre de recherche „Esthétique et Cités“ in Oullins, der Société historique, archéologique et littéraire de Lyon u. a. Insgesamt konnten 250 Namen ermittelt werden. Aus dem Abgleich der verschiedenen Quellen entstand eine Liste von 24 Persönlichkeiten, die für das Fassadengemälde ausgewählt wurden. Das Mural gilt heute als touristische Attraktion und illustriert wie ein überdimensionales Bilderbuch Stationen der Stadtgeschichte."Les murs, c'est la peau des habitants" (Die Mauern sind die Haut der Bewohner), sagen die Muralisten von Cité de la Création. Das Fassadengemälde ist ein Spiegel der Stadt.
Im Erdgeschoss sind sechs prominente zeitgenössische Bürger aus Lyon zu sehen. Zwei Schaufenster der Buchhandlung Gibert-Joseph – ebenfalls in Trompe-l’œil-Malerei – geben Einblick in einen Fundus von über 100 Künstlernamen aus Lyon, darunter  René Belletto, Patrick Drevet, Jean-Yves Loude, Cécile Philippe. In den Etagen darüber sind historische Berühmtheiten dargestellt mit gelegentlich humoristisch überzeichneten Insignien ihres Lebenswerks. So entdeckt man auf den Balkonen die Brüder Lumière mit der Erfindung des Kinematographen oder Joseph-Marie Jacquard und Philippe de Lasalle, Protagonisten der für Lyon typischen Seidenherstellung, bei denen ein bedrucktes Tuch über dem Geländer hängt. Den Balkon des Botanikers Antoine de Jussieu, der durch die Lupe eine Pflanze begutachtet, schmücken Blumentöpfe. Kaiser Claudius, 10 v. Chr. im römischen Lugdunum (Lyon) geboren, ist der älteste der dargestellten Stadtbürger.

### Historische Persönlichkeiten
- Heiliger Irenäus (um 135 – um 200), Kirchenvater und Bischof
- Heilige Blandina (um 150 – um 177), Märtyrin und Heilige
- Louise Labé (ca. 1524–1566), Autorin
- Maurice Scève (um 1500 – um 1560), Dichter
- Juliette Récamier (1777–1849), Salonnière
- Claude Bourgelat (1712–1779), Autor
- Pauline-Marie Jaricot (1799–1862), Gründerin
- Claudine Thévenet (1774–1837), Ordensgründerin und Ordensfrau
- Claudius (10 v. Chr. – 54 n. Chr.), römischer Kaiser
- Claude Martin
- Jean-Baptiste Say (1767–1832), Ökonom und Geschäftsmann
- André-Marie Ampère (1775–1836), Physiker und Mathematiker
- Laurent Mourguet
- Antoine de Saint-Exupéry (1900–1944), Schriftsteller und Pilot
- Pierre Puvis de Chavannes (1824–1898), Maler
- Giovanni da Verrazzano (1485–1528), Seefahrer und Entdecker
- Antoine de Jussieu (1686–1758), Arzt und Botaniker
- Marcel Mérieux (1870–1937), Gründer des Mérieux Biological Institute
- Claude Bernard (1813–1878), Arzt, Pharmazeut und Experimentalphysiologe
- Édouard Herriot (1872–1957), Politiker
- Tony Garnier (1869–1948), Architekt und Städtebauer
- Auguste und Louis Lumière (1862–1954 bzw. 1864–1948), Fotoindustrielle
- Joseph-Marie Jacquard (1752–1834), Erfinder
- Philippe de la Salle

### Zeitgenössische Persönlichkeiten
- Bernard Pivot (1935–2024), Journalist, Autor und Moderator
- Abbé Pierre (1912–2007), Priester und Kapuziner
- Bernard Lacombe (1952–2025), Fußballspieler
- Paul Bocuse (1926–2018), Koch, Gastronom und Kochbuchautor
- Frédéric Dard (1921–2000), Schriftsteller
- Bertrand Tavernier (1941–2021), Filmregisseur